# ルイジ・アルヴァ
ルイジ・アルヴァ（Luigi Alva、1927年4月10日 - 2025年5月15日?）は、ペルー出身のテノール歌手。本名はルイス・エルネスト・アルヴァ・イ・タレード(Luis Ernesto Alva y Talledo)。

## 生涯
パイタの生まれ。歌手になる前はペルー海軍に所属。
リマ国立音楽院でローザ・メルセデス・アヤザール・デ・モラレスに師事し、1949年にリマでフェデリコ・モレーノ・トローバのサルスエラ《ルイサ・フェルナンダ》に出演して歌手デビューを飾った。1953年にミラノに留学し、エットーレ・カンポガッリアーニとエミリオ・ギラルディーニの薫陶を受け、1954年にミラノのスカラ座でジュゼッペ・ヴェルディの《椿姫》とドメニコ・チマローザの《秘密の結婚》に出演してオペラ歌手としての名声を確立した。1962年にはフィラデルフィア・リリック・オペラ・カンパニーでジョアッキーノ・ロッシーニの《セビリアの理髪師》のアルマヴィーヴァ伯爵を演じてアメリカに進出し、1964年にはヴェルディの《ファルスタッフ》のフェントン卿役でメトロポリタン歌劇場にデビューを飾った。
1989年にはオペラから手を引いたが、各地でマスター・クラスを開いている。
2025年5月15日までに死去。98歳没。